# Musée Kwok On
Le musée Kwok On des arts et traditions populaires d’Asie est un ancien musée parisien, créé à partir de 1972 à Paris par les sinologues Jacques et Sylvie Pimpaneau (d), et consacré aux arts et traditions populaires d'Asie. Il regroupe les collections d'instruments de musique, de porcelaine, de marionnettes et poupées d'art populaire asiatique constituées par le collectionneur hongkongais Kwok On (d) (郭安) et les acquisitions personnelles de Jacques Pimpaneau (notamment liées au théâtre de marionnettes, à l'opéra chinois traditionnel, etc.), ainsi que les modèles d'ombres chinoises rassemblés dans les années 1920 et 1930 par Bertha Lum
Le musée déménage à plusieurs reprises jusqu'en 1994 date à laquelle, faute de locaux, il ferme définitivement,. Sa dernière localisation était rue du Théâtre dans le 15e arrondissement de Paris.
Depuis les collections ont été transmises au Musée de l'Orient, à Lisbonne. Sylvie Pimpaneau (d) en est la conservatrice. Elle enrichit les collections et organise des expositions au Musée Guimet ou au Musée du Quai Branly - Jacques-Chirac à Paris,,,.